# Voigny
Voigny ist eine französische Gemeinde mit 141 Einwohnern (Stand: 1. Januar 2022) im Département Aube in der Region Grand Est. Sie gehört zum Arrondissement Bar-sur-Aube und zum Kanton Bar-sur-Aube. 

## Lage
Sie ist umgeben von folgenden Nachbargemeinden:
| Arrentières  | Colombé-la-Fosse                            | Colombé-le-Sec     |
| Bar-sur-Aube | Kompassrose, die auf Nachbargemeinden zeigt | Rouvres-les-Vignes |
|              | Lignol-le-Château                           |                    |

## Bevölkerungsentwicklung
| Jahr                       | 1962 | 1968 | 1975 | 1982 | 1990 | 1999 | 2008 | 2017 |
| -------------------------- | ---- | ---- | ---- | ---- | ---- | ---- | ---- | ---- |
| Einwohner                  | 171  | 165  | 166  | 217  | 217  | 195  | 183  | 158  |
| Quellen: Cassini und INSEE |      |      |      |      |      |      |      |      |